# Liste des gadgets de Chuck
La liste des gadgets, que peut contenir la série télévisée américaine, Chuck, créée par Josh Schwartz et Chris Fedak, diffusée en 2007 sur NBC. Elle a pour thème principal l'espionnage et insiste sur l'aspect technologique en présentant un grand nombre de gadgets. Ceux-ci peuvent avoir un effet comique ou, comme l’InterSecret, jouer un rôle capital dans la série.

## Bâtiments

### Le château
Le château est le nom de code de la base souterraine située sous l’Orange Orange, le magasin de yaourt où travaille Sarah Walker dans le cadre de sa couverture. Il n'apparaît qu'à partir du deuxième épisode de la deuxième saison. Le château possède de nombreuses cellules ainsi que des pièces où mener les interrogatoires. Il est très bien relié aux différents réseaux de communication et a un accès aux bases de données de la CIA. Il est également relié en visioconférence avec les bureaux de la NSA et de la CIA. Enfin, c'est un des lieux d'où sont contrôlés les caméras de surveillance et les micros installés un peu partout dans les alentours.
Son entrée principale est située dans l’Orange Orange, mais un tunnel permet également de s'échapper vers le Buy More. Apparu seulement dans la deuxième saison de la série, le château a joué un rôle prééminent dans le huitième épisode de cette dernière, alors que des agents de Fulcrum tentent de l'infiltrer. Au quotidien, il abrite les réunions et les briefings des membres de l’opération Chuck Bartowski.

### LeBuy More
Le Buy More est le grand magasin d'électronique situé à Burbank dans lequel travaillent plusieurs des personnages de la série, parmi lesquels Chuck lui-même. Le Buy More est pensé comme une parodie de la chaine de vente d'électroménager Best Buy. Au sein du Buy More se trouve le Nerd Herd, le service technique du magasin. Il s'agit là d'une parodie de l'entreprise Geek Squad. Chaque employé du Buy More est vêtu d'un uniforme qui indique sa position dans la hiérarchie : les vendeurs portent par exemple des polos verts et les employés du Nerd Herd des chemises à manches courtes assorties d'une cravate.
Le magasin est souvent l'objet de péripéties : en effet, dès la deuxième saison, il est reconnu par le Fulcrum comme une zone d'intérêt. Si lors de la première saison, il est utilisé par les personnages comme base principale, il perd ce statut dès la deuxième saison au profit du Château. De nombreux équipements y restent néanmoins installés, ce en particulier dans la salle de démonstration du home cinema : celle-ci est en effet modifiée pour permettre la vidéo-conférence avec les bureaux de la NSA et la CIA, des compartiments cachés contiennent des armes. Enfin, un tunnel permet d'accéder au château depuis les vestiaires.
Dans l'épisode 19 de la troisième saison, le Buy More est détruit par des explosifs installés par Daniel Shaw, qui ont été accidentellement activés lorsque Morgan a laissé tomber le détonateur. Ce fiasco a ensuite été attribué à Jeff et Lester comme un incendie criminel, avant d'être reconstruit et infiltré par des agents déguisés en vendeurs pour les deux dernières saisons de la série.

### L'appartement deCasey
L'appartement de Casey est situé dans le même complexe immobilier que celui de Chuck et sa sœur Ellie. Cet appartement est fréquemment utilisé comme une base secondaire par les personnages de la série lors de la première et de la deuxième saison. Comme dans le château ou au Buy More, l'appartement dispose d'un système de vidéo-conférence. Ancien tireur d'élite, Casey a également fait installer une véritable galerie de cibles défilantes sur lesquelles il s'entraine. Une salle de décontamination en cas d'empoisonnement est également installée. Enfin, la décoration de la pièce est marquée par la présence d'une photo de l'ancien président très conservateur Ronald Reagan.

## Équipement

### Les montres de Chuck
Chuck a, tout au long de la série, possédé plusieurs montres. La première, créée par un scientifique de la CIA Lazslo Manhovski est détruite par ce dernier lorsque, tentant de fuir son laboratoire, il rencontre Chuck. Elle contient un GPS ainsi qu'un micro et des haut-parleurs permettant à Chuck de communiquer avec Sarah et Casey. Après la destruction de cette première montre, Chuck s'en voit confier une autre, aux fonctionnalités similaires. Elle est aussi équipée d'un GPS sauf que Chuck la laisse souvent derrière lui lorsqu'il ne veut pas être suivi.
En fin de saison 3, Chuck apprend que l'Intersecret a un impact sur le cerveau et provoquer la folie chez son utilisateur. Stephen, le père de Chuck, fabrique alors une montre spéciale appelée le Gouverneur, censée contrer les effets secondaires de l'Intersecret. Initialement construite pour l’Intersecret 1.0, après modifications, il devient fonctionnel pour l’Intersecret 2.0. 

### Micros

#### EM-50
Ce micro-espion est le préféré de John Casey, qui l'utilise à de nombreuses reprises.

#### GLG-20
Le GLG-20 est un micro conçu pour l'écoute des conversations. Il a une portée limitée et doit donc être placé près d'un récepteur qui enregistre ou transmet les données. Il peut être utilisé aussi bien pour l'écoute en direct que pour l'enregistrement. Il joue un rôle important dans le dernier épisode de la première saison, épisode dans lequel un agent de Fulcrum en dispose à l'intérieur du Buy More.

### GLG-4000
Le GLG-4000 est un GPS exceptionnellement puissant, allant jusqu'à transmettre depuis les montagnes d'Afghanistan, et qui ne cesse de transmettre que si le signal est bloqué par au minimum deux mètres de métal. Malgré sa portée très importante, il est assez petit pour être implanté dans le corps humain (il est dans la série utilisé à la place d'un pacemaker). Cet appareil apparaît dans le dix-huitième épisode de la deuxième saison (Le Cœur à l'ouvrage).

### Plaques d'immatriculation
La Ford Crown Victoria de John Casey est équipée de plaques d'immatriculation contenant un GPS. La voiture est détruite lorsque Chuck choisit de dévier un missile en le dirigeant vers les seules coordonnées GPS qu'il connaît, celles de la voiture de Casey.

### La voiture de Chuck

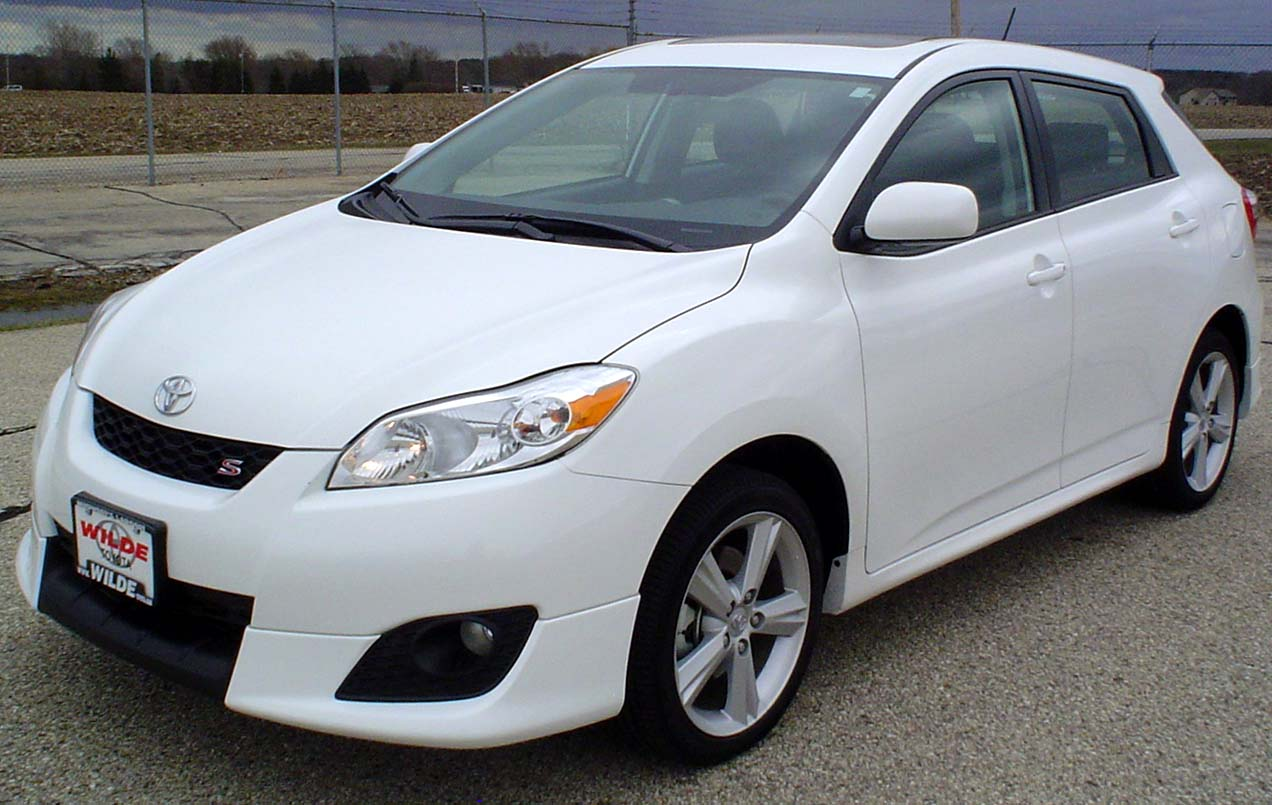
Une Toyota Matrix est utilisée dans la série.

La voiture de Chuck Bartowski, personnage principal de la série, est une Toyota Matrix qu'il utilise pour son travail au Buy More, mais aussi, de manière occasionnelle, pour ses missions avec John Casey et Sarah Walker. Presque détruite dans le premier épisode de la série, elle est réparée par la CIA, qui la modifie, y ajoutant un GPS des sièges éjectables, un contrôle de la voiture côté passager, un espace où enfermer les prisonniers, la possibilité de conduire la voiture par radiocommande, un mode auto-destruction et enfin une caméra dans un des sièges arrière.
La voiture est détruite, alors que Chuck utilise la radiocommande pour éloigner la voiture et la bombe qu'elle contient. Chuck ne conduit plus de voiture semblable avant le vingt-et-unième épisode de la seconde saison. Cet épisode ne révèle à aucun moment que la voiture conduite par Chuck est équipée des mêmes appareils que la précédente.
Chuck conduit aussi une Ferrari F430 Spider prêtée par la CIA dans le sixième épisode de la deuxième saison.

### Spray somnifère à la menthe poivrée
Apparaissant sous la forme d'un spray à la menthe pour l'haleine, il s'agit en fait d'un puissant tranquillisant. Il est utilisé dans le quatorzième épisode de la deuxième saison par Chuck.

### Grenades balles de tennis
Ces grenades apparaissent dans le quatorzième épisode de la deuxième saison. Dissimulées à l'intérieur de balles de tennis, elles sont stockées dans des tubes rangés dans le Château. Chargées au phosphore blanc, leur détonation serait en mesure de faire fondre du métal. Ces armes n'ont été jamais utilisées dans la série .

### Ordinateur de poignet

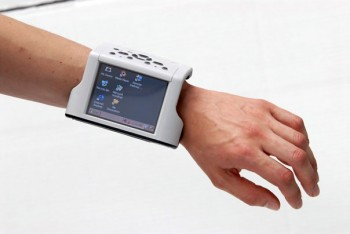
L'ordinateur d'Orion est proche de ce Zypad d'Arcom Control Systems

Orion porte à son poignet gauche un ordinateur qu'il a lui-même spécialement conçu. Il peut être utilisé pour contrôler des drones General Atomics MQ-9 Reaper de l'USAF, envoyer des messages, ou encore désactiver des systèmes de sécurité. Orion, qui s'est entretemps révélé être le père de Chuck, confie cet ordinateur à son fils dans le dernier épisode de la deuxième saison.
Apparu pour la première fois dans l'épisode Protocole d'urgence, cet ordinateur est similaire à celui porté par les Yautjas des films Predator.

### Incinérateur de laNSA
Cette bombe remarquablement puissante peut être insérée dans, et activée par, un téléphone mobile classique. Elle a une charge assez puissante pour détruire des objets de la taille d'un van ou d'un 4x4. Elle est utilisée dans le second épisode de la première saison, Hélico Presto, par le Dr Jonas Zarnow afin de simuler sa propre mort puis dans une tentative pour tuer Chuck et Casey.

## L’InterSecret
L’InterSecret (Intersect en VO et dans toutes les autres traductions) est un super-ordinateur créé conjointement par la CIA et la NSA à la suite des attentats du 11 septembre 2001. Des personnages secondaires de la série tels le Dr Howard Busgang (nom de code « Perseus ») ou le Dr Jonas Zarnow ont participé à sa réalisation, supervisée par Orion, qui se révélera plus tard être le père de Chuck. Le but qui a présidé à sa construction était de partager les informations, jusque-là séparées, des deux agences de renseignement américaines, ce qui faciliterait la défense du territoire. 
Le système a d'abord été hébergé dans une salle spécifique. Cette pièce était entièrement vide si ce n'est un terminal, ressemblant à un Macintosh 128K. Les murs étaient quadrillés d'écrans blancs au repos - rappelant ainsi ce qui pouvait être vu dans le film Tron -, auquel la série fait souvent référence. Une fois le système activé à partir du terminal, les écrans s'allumaient, affichant des successions extrêmement rapides d'images. C'est en regardant ces images que les sujets compatibles peuvent mémoriser les données de l'ordinateur.
Malgré la quantité d'informations qu'il contient, l’InterSecret peut être stocké à l'intérieur d'un Ultra-Mobile PC, comme dans le premier épisode de la série, où Bryce Larkin l'envoie depuis son UMPC à Chuck par courriel. Une fois l’InterSecret mis en marche la mémorisation des données peut être bloquée en fermant les yeux, voire simplement par le port de lunettes de soleil,.
Chuck Bartowski le téléchargea au cours du premier épisode de la série alors que Bryce Larkin, son ancien camarade à l'Université Stanford, lui envoie par courriel dans un effort pour protéger les données d'un complot mené par Fulcrum. L’InterSecret est un élément majeur de la série, à la base de l'intrigue.

### Les flashs
Une personne qui a mémorisé les données de l’InterSecret les utilise par ce que les membres de la série appellent des « flashs ». Pendant un « flash », les informations apparaissent dans les yeux de Chuck sous la forme de photographies, de sons, de séquences similaires à des vidéos ou encore à des photocopies de documents. Pendant un très bref instant, Chuck ne voit rien d'autre que ces images et ces sons qui défilent. Rien ne permet de savoir que Chuck a « flashé », si ce n'est un court instant de désorganisation, de choc, comme après un coup. Les protecteurs de Chuck ont appris à reconnaître les signes des « flashs » et demandent très souvent à Chuck s'il a flashé.
Dans la cinquième saison, Morgan décide de renommer les « flashs », des « zooms ».

### L’InterSecret Bêta
C'est en fait un InterSecret qui était supposé enlever celui dans la tête de Chuck. Il est inventé par Orion (le père de Chuck) alors qu'il était prisonnier. Après avoir été utilisé, il est détruit à cause d'une surcharge.

### L’InterSecret 2.0
L’InterSecret original ne permettait que d'obtenir des informations sur un espion ou une situation. En revanche, l’InterSecret 2.0 permet à Chuck d'assimiler et d'utiliser en quelques secondes seulement des techniques de combat (arts martiaux, gymnastique, tir, langues étrangères, armes spécifiques…) mais aussi des capacités très diverses : il joue ainsi de la guitare, danse ou utilise des appareils dont il ne connait absolument pas le fonctionnement. Comme l’InterSecret original, l’InterSecret 2.0 fonctionne sur le système de flashs, et Chuck ne peut s'en servir que lorsque la situation l'exige, en général en cas de danger. Néanmoins, contrairement à l’InterSecret original, l’InterSecret 2.0 peut cesser de fonctionner lorsque Chuck est trop tendu, insuffisamment concentré ou ne contrôlant pas ses émotions.

### L’InterSecret 3.0
L’InterSecret 3.0 est la dernière version que Shaw a mis au point pour prendre le contrôle de la CIA lors de la cinquième saison et qui n'a pas abouti grâce à l'intervention de Chuck. Elle lui aurait permis de remettre à jour l’InterSecret avec la nouvelle base d'info de la CIA et aussi d'ajouter de nouvelles compétences.

### La clé
Dans la cinquième saison, elle contient 3 morceaux qui sont séparés dans le monde, Quinn essaye de les rassembler afin de pouvoir ajouter à sa guise de nouvelles compétences à l’InterSecret.